# Американская норка
Американская норка, или восточная норка (лат. Neogale vison), — вид североамериканских куньих.
Внешне похожа на европейскую норку, отличаясь лишь несколько большими размерами (длина тела — до 50 см, вес — до 2 кг, длина хвоста — до 25 см), плавательная перепонка менее развита. Мех варьируется от рыжевато-бурой до тёмно-коричневой окраски, но в белый цвет окрашена лишь нижняя губа, верхняя же того же цвета, что и голова.

## Этимология
Русское название вида является общеславянским, однако его происхождение довольно туманно. Олег Трубачёв, комментатор фасмеровского этимологического словаря русского языка, предполагает, что слово является заимствованием из других финно-угорских языков (см. фин. nirkka, эст. nirk — «ласка»; аналогичное значение у диал. рус. норо́к).
Латинское видовое название является галлицизмом (от фр. vison — «норка»). В свою очередь, происхождение французского обозначения норки (как и американской, так и европейской) также не ясно. По одной версии, оно происходит из вульг. лат. *viso, восходящему к лат. vissio — «смрад, вонь» (что, очевидно, отражает выделение животным редко пахнущего секрета в случае опасности). По другой, слово является заимствованием из германских языков (см. др.-в.-нем. wisula, нем. Wiesel, англ. weasel — «ласка»).

## Внешний вид
Животное среднего размера, несколько крупнее европейской норки. В естественном ареале длина тела самцов составляет 34-54 см, самок — 30-45 см; акклиматизированные норки несколько крупнее по размеру диких американских. Череп сплюснутый, черепная коробка короче и шире, чем у колонков и европейских норок, но не такая мощная, как у лесного хорька. Морда относительно длинная, заглазная область вытянутая, гребни хорошо развиты. Зубы американских норок крупнее, чем у лесного хорька. Подошвенные поверхности опушены. Бакулюм самцов значительно крупнее, чем у европейской норки, с крючком на дистальном конце и с отчётливыми «воротником», который напоминает рукоять рапиры — строение, частично подобно наблюдаемому у росомах и перевязок.
Хвост американской норки более длинный, чем у европейской, достигая до почти половины длины тела (в то время как у европейской длина хвоста достигает максимум 36 % длины тела).
Волосяной покров более высокий, мягкий и густой, чем у европейской норки. Естественный окрас темнее у европейской норки; однотонный, равномерный и отдающий глянцем, тёмно-коричневого цвета, брюхо немного светлее. Хвост несколько темнее туловища, а иногда самый кончик может быть почти чёрным. Иногда по хребту проходит тёмная полоса с размытыми очертаниями. Подпушь светлая, серовато-коричневая с голубоватым оттенком. Нижняя челюсть животного -  белая (в то время как у европейской белыми также являются и верхние губы). Нередко белые отметины разных размеров и форм могут присутствовать на горле, на груди и в паху, что особенно характерно для клеточных норок. В зверохозяйствах выведены американские норки с разнообразным окрасом: белые, серебристые (обладающие белой остью среди тёмных волос), платиновые (серебристо-серый окрас), соболиные (светло-коричневый окрас со светло-коричневыми остевыми волосами и частой серебристой подпушью), серебристо-соболиные, золотистые (светло-коричневый, золотистый окрас), куньи, крестовки и т.д. В 1990-е годы, во время упадка меховой промышленности, из звероферм на волю стали сбегать в том числе и норки с подобным окрасом, отличающимся от естественного. Однако в результате естественного отбора они так и не прижились.
Как и европейская норка, американская линяет два раза в году — весной и осенью: в Карелии, например, весенняя линька протекает с конца марта по май, осенняя — с сентября по началу ноября. Характер смены волосяного покрова такой же, как и у европейской норки.

## Распространение

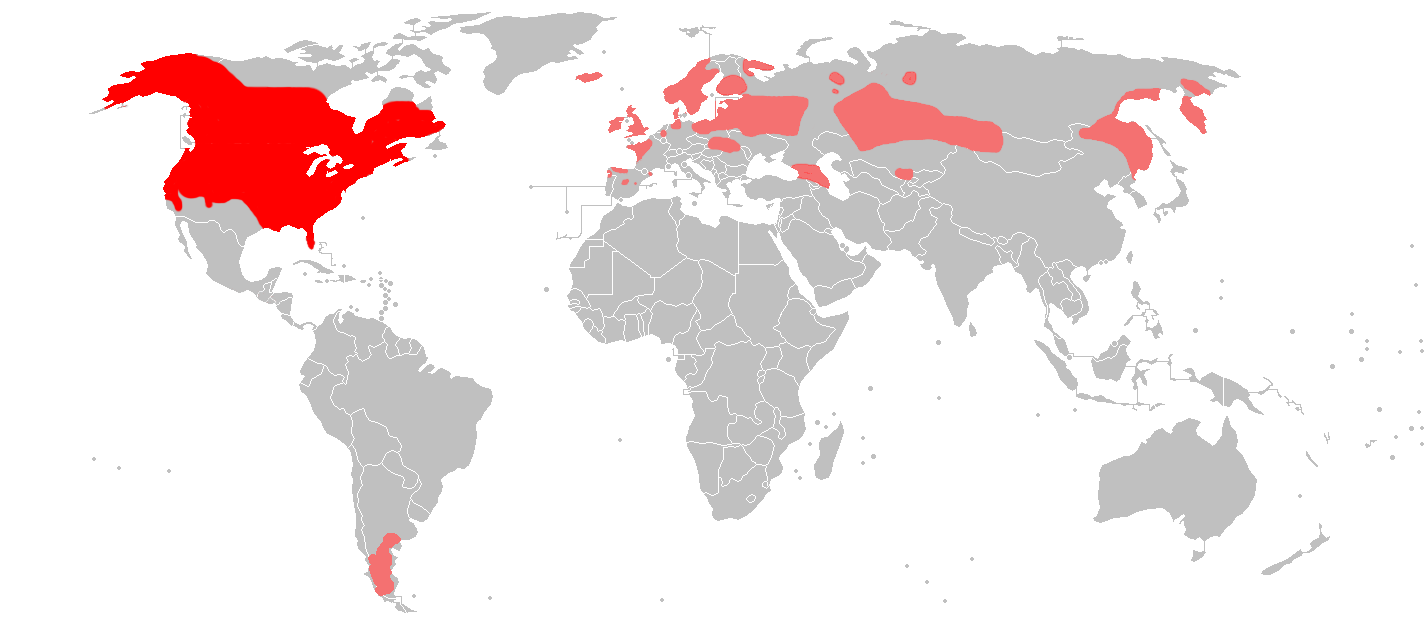
Современный мировой ареал американской норки (розовым показаны районы интродукции)

Естественный ареал — Северная Америка, где обитает в лесной зоне от Аляски и северной Канады на севере (где северная граница ареала проходит до устья реки Маккензи (69° с. ш.)) до Флориды, Нью-Мехико и Калифорнии на юге. Также был интродуцирован в Европе и Северной Азии, включая Японию.
На территории СССР акклиматизация американской норки началась в 1933 году. В настоящее время обитает практически на всей территории бывшего СССР. Помимо непосредственно выпуска в дикую природу, часть природных популяций за пределами естественного ареала образовалась за счёт сбежавших со звероферм особей. Единого ареала на территории бывшего СССР не образует, но местами заселяет большие по площади местности (в России — в основном Кольский полуостров, Карелия, Ленинградская, Тверская, Новгородская и Воронежская области, среднее Поволжье, Башкортостан).

## Среда обитания

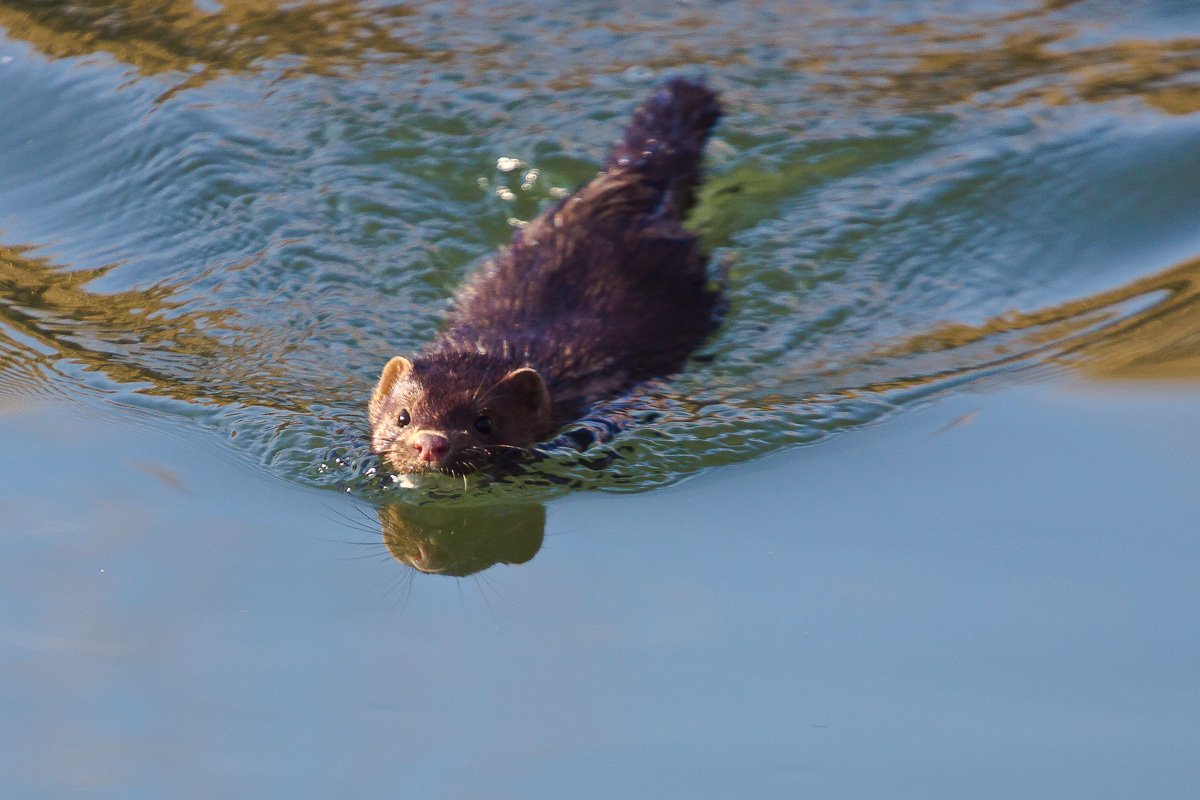
Плывущая американская норка, р. Ведуга (приток Дона)

Предпочитает небольшие лесные водоёмы, сильно захламлёнными кустарником и буреломом, с заросшими или подмытыми обрывистыми берегами, и с отдельными омутами и незамерзающими быстринами зимой. Как правило, это небольшие речки и озёра, но также может обитать и на крупных реках, на островах и на морском побережье. В отличие от европейской норки, американская гораздо менее требовательна к выбору условий обитания.
Как и для выдры, благоприятными для обитания факторами близлежащего водоёма являются его полноводность, быстрое течение, извилистое русло, и, как уже было упомянуто выше, заросшие берега.
Жильём служит нора, иногда вырытая самостоятельно, а также естественные укрытия — дупла упавших деревьев, упавшие и гнилые колоды, полости под камнями деревьев; также селится в грудах камней и на ольховых кочках. Нора американской норки располагается в близости от воды, её гнездовая камера выстилается травой, листьями и шерстью. Количество входов в нору может доходить до восьми. Около нор нередко можно найти свежие экскременты и остатки пищи, зимой входные отверстия порой запорашиваются инеем.
Во время акклиматизации в СССР (по наблюдениям в Татарстане) первоначально в качестве жилья американские норки пользовались искусственными норами и оставленными в лесу транспортировочными клетками, лишь затем осваивая естественные убежища или вырывая собственные норы.

## Питание

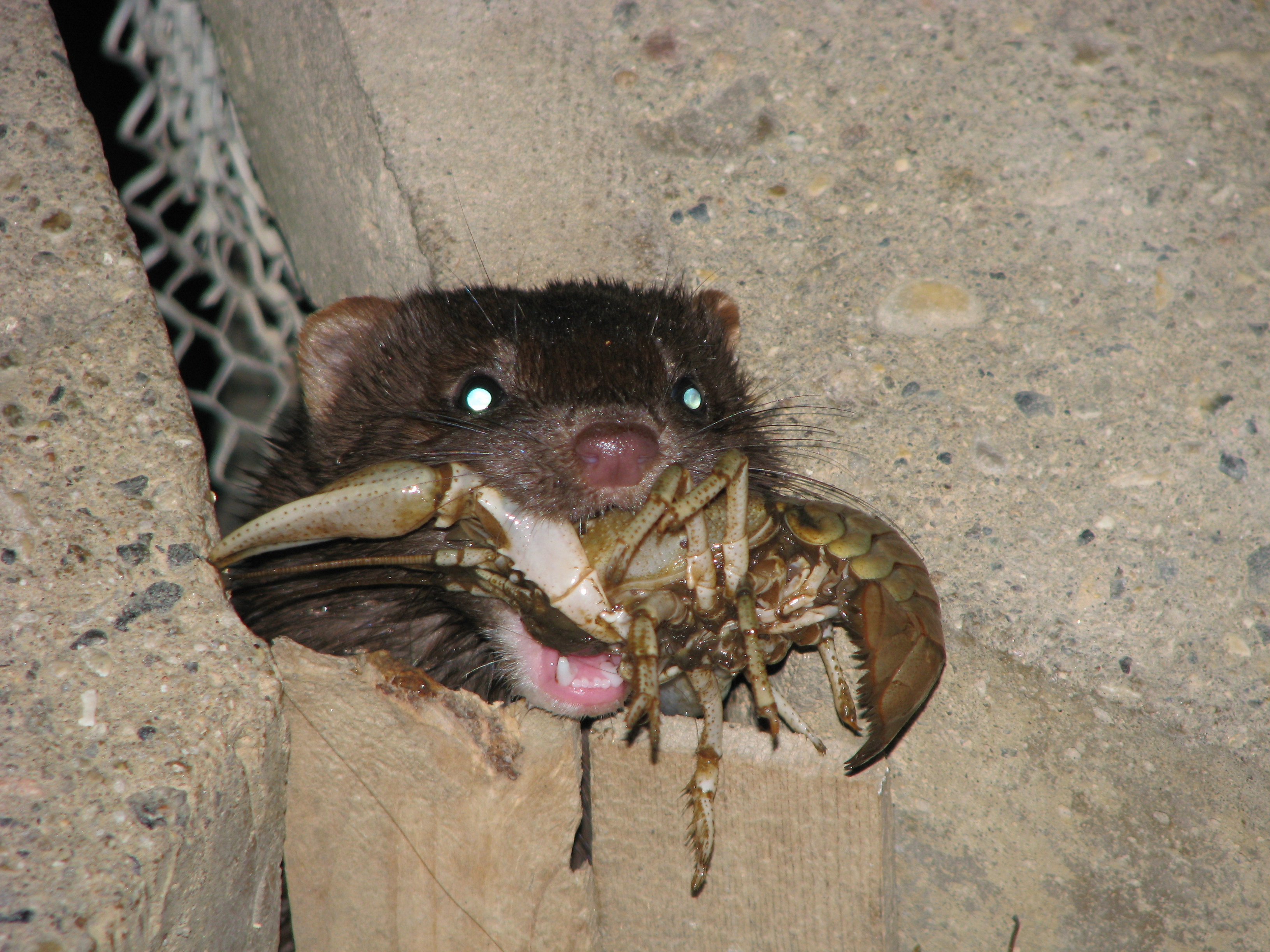
Норка, добывшая рака, озеро Васкана (город Реджайна, провинция Саскачеван (Канада))

В естественном ареале бо́льшее значение в качестве кормов американской норки играют мелкие млекопитающие. В акклиматизированном ареале первостепенное значение имеют мышевидные грызуны (в первую очередь — водяная полёвка; кроме того, например, серые и рыжая полёвки), далее следуют рыба и лягушки, а также птицы (летом добычей становятся водоплавающие и болотные птицы, зимой — рябчики и мелкие лесные птицы); в Татарстане — также раки. Довольно большое значение в рационе составляют водные насекомые, такие, как жуки-плавунцы, водолюбы. Иногда американская норка охотится на молодых зайцев (к примеру на Алтае и в Татарстане; притом нападает как и на зайчат, так и более взрослых особей), белок, землероек и кротов. Возле людей американская норка добывает домовых мышей и крыс, также нападает на домашнюю птицу (последнее — не редкость в естественном ареале). Состав рациона изменчив в зависимости от времени года: летом и осенью американская норка поедает по большей части наземных животных, зимой и весной — водных (в то время как выдра в любое время года добывает себе пищу в воде).
По наблюдениям в неволе, в сутки американская норка потребляет мясной пищи до 20 % собственного веса, рыбы — несколько больше.
Как и многие другие куньи, американская норка иногда может устраивать запасы пищи.

## Размножение

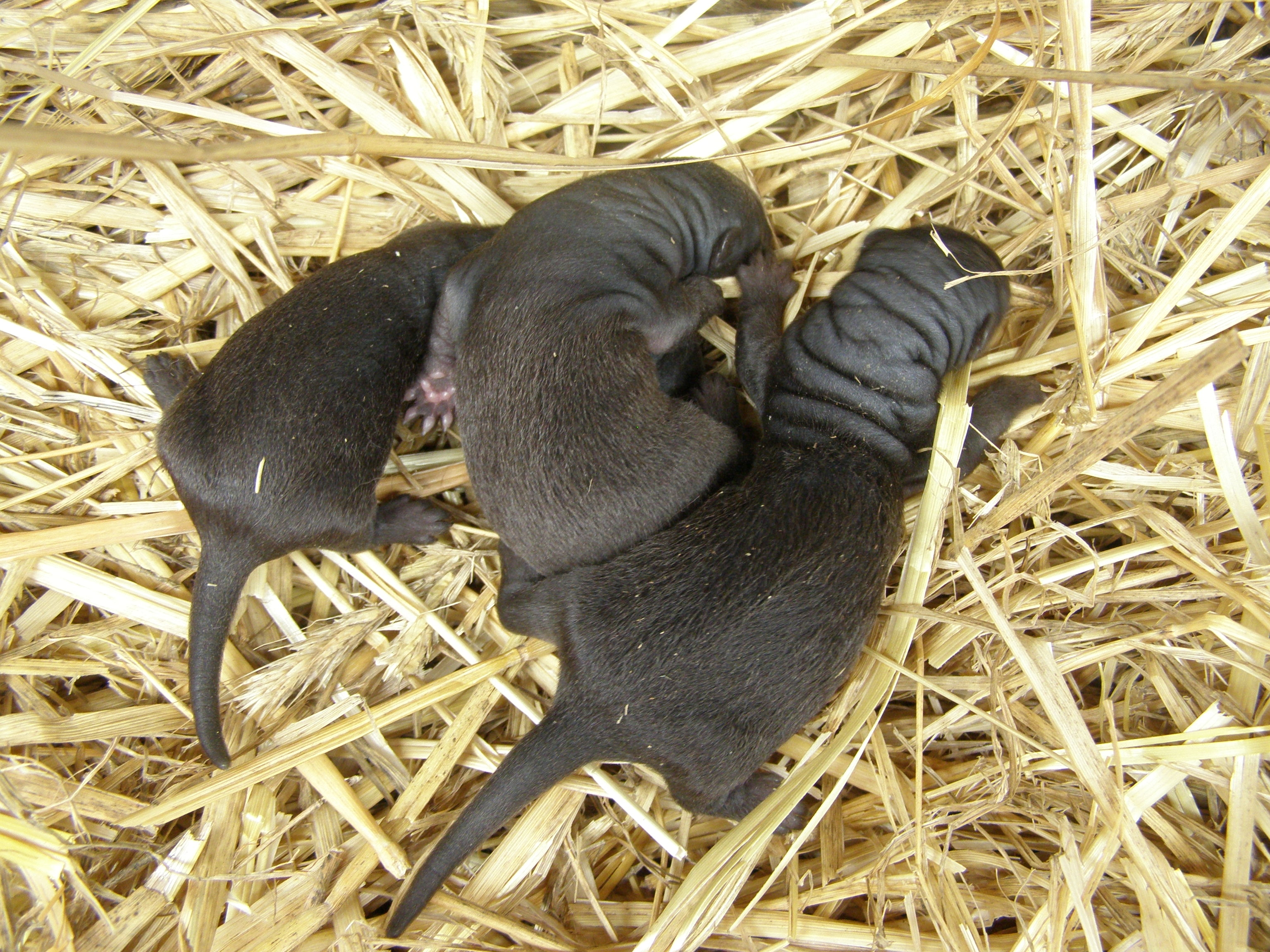
Новорождёные норки

Американская норка является полигамом. Гон проходит с февраля по первую половину мая (на Алтае — в конце февраля-начале марта), продолжительность эструса сильно различается, по наблюдениям в неволе она в среднем составляет 9 дней (от одного до 40 дней). Спариваются американские норки многократно. Беременность с латентной стадией (как и многих других куньих), длится от 36 до 75 дней, сама латентная стадия — от 1-2 до 46 дней. Появляются на свет детёныши (норчата) в количестве от одного до 12 (максимум — изредка до 17), в среднем — пять-шесть. Новорождённые детёныши, покрытые редким пухом, весят 5-6 г. Развитие норчат происходит очень быстро, в первые 40 дней своей жизни их вес увеличивается в 15-20 раз. На 16-25 день прорезаются молочные зубы (хотя и до этого ещё слепые норчата пытаются сосать мясную пищу), а на постоянные сменяются с 42-52 по 62-72 день. В возрасте 45-80 дней у норчат появляется взрослый окрас. В возрасте 23-27 у норчат открываются слуховые проходы, а глаза — на 27-38 день. На 37-40 день детёныши уже начинают выходить из гнезда, а с возраста 2-2,5 месяцев начинают плавать. К концу лета молодые достигают размеров взрослых особей.
Половая зрелость наступает в возрасте 9-11 месяцев. Продолжительность жизни, как и у других куньих среднего размера (лесной хорёк, куницы), составляет в среднем примерно 1,1-1,8 лет, максимум — 6-8 лет.
Естественными врагами являются обыкновенная лисица, волк, выдра (с которой американская норка, в отличие от европейской, конкурирует), крупные хищные птицы, а также бродячие собаки. Также американская норка погибает и в результате антропогенного фактора: будучи добытой на охоте, задавленной транспортом или (как и выдра) попавшись в рыболовные снасти: вентеря, жаки, морды и так далее.
В популяции американской норки доля молодых особей составляет ≈50-80 % (для сравнения, у выдры, по данным из Белоруссии, эта доля составляет 21-29 %), взрослых — 20-50 %, чаще всего 30-40 %.

## Поведение
Не боится человека, ввиду чего часто поселяется с человеческими поселениями (в частности, на водяных мельницах — подпольях), а также легко приручается. Вместе с тем норки из зверохозяйств успешно адаптируются в дикой природе.
Суточное поведение американской норки аналогично таковой у европейской. Охотится американская норка в тёмное время суток, но заметна и днём.
Во время недовольства шипит и фыркает, а испугавшись или нападая, кричит сиплым и писклявым голосом (европейская норка лишь цыкает). Также норка может тявкать. Одомашненные норки могут тявкать для привлечения внимания хозяина. Заболев или будучи в плохом настроении, может пищать. Во время хорошего настроения гукает — издаёт звуки, похожие на высокое стаккато и напоминающие кудахтанье курицы.

### Интеллект
Раннее этологическое исследование было проведено в 1960-х годах для оценки навыков визуального обучения у норки, хорьков, скунсов и домашних кошек. Животные тестировались на их способность распознавать объекты, изучать их и делать выбор объектов по памяти. Было обнаружено, что норки превосходят хорьков, скунсов и кошек в этой задаче. Стоит учесть, что в этом исследовании не учитывается возможное сочетание когнитивных способностей (принятие решений, ассоциативное обучение) с преимущественно перцептивной способностью (инвариантным распознаванием объектов).
Благодаря развитому интеллекту американские норки довольно быстро привыкают к людям, и даже зачастую проявляют наглость, например, выпрашивая у рыбаков рыбу. Благодаря этому американскую норку удалось одомашнить, однако содержать этих животных в домашних условиях довольно сложно из-за агрессивности и наглости.

## Таксономия
В кариотипе норок насчитывается 30 хромосом (2n = 30), что резко отличается от кариотипов других куньих. Количество плеч аутосом в кариотипе — 54. Имплантация зародыша отложенная, беременность в норме длится 44—60 дней. Имеются существенные различия между американской норкой и другими куньими на клеточном и биохимическом уровне, причём уровень этих различий значительнее, чем разница между отдельными видами куньих.

## Систематика
Долгое время вид считался близким к европейской норке, но последние[когда?] исследования показали, что американские норки ближе к роду куниц, тогда как европейские ближе к колонкам (сибирским норкам). На этом основании предлагалось вынести американских и морских норок в новый род — Neovison. В справочнике «Млекопитающие фауны России и сопредельных территорий» американская норка вместе в морской отнесены к подроду Neovison Baryshnikov et Abramov, 1997. В 2021 году была разработана новая классификация, в рамках которой американская норка, морская норка и ещё 3 вида американских куньих были объединены в род Neogale.

### Подвиды
На территории естественного обитания, в Северной Америке, зафиксировано 11 подвидов. Для разведения на зверофермах ещё в США была выведена клеточная норка в результате гибридизации трёх подвидов дикой американской норки. С 1928 года американская клеточная норка стала разводиться и в советских зверосовхозах. Именно эта форма также обитает и диких условиях в акклиматизированном ареале, довольно сильно отличаясь от своих диких сородичей из Северной Америки. Что характерно, акклиматизированные норки утратили некоторые морфологические признаки, характерные для диких североамериканских норок.

## Здоровье
Велика заражённость американской норкой внутренними паразитами. По наблюдениям 1950-х годов в Татарстане, инвазированность у интродуцированных норок постепенно росла.

## Значение для человека
Ценный промысловый зверь, источник ценного меха (притом в товарном отношении мех американской норки ценится выше, чем европейской), активно разводится на пушных фермах, будучи одни из основных объектов клеточного звероводства. Одни из крупнейших производителей в мире — American Legend Cooperative и NAFA.
В СССР норковый мех шёл на изготовление манто, палантинов, пелерин, муфт, меховых пальто и полупальто, меховых жакетов, меховых воротников и женских меховых головных уборов.
Американская норка хорошо приручается, и, как уже было отмечено выше, благодаря этому может содержаться в качестве домашнего животного-компаньона. 

## В культуре

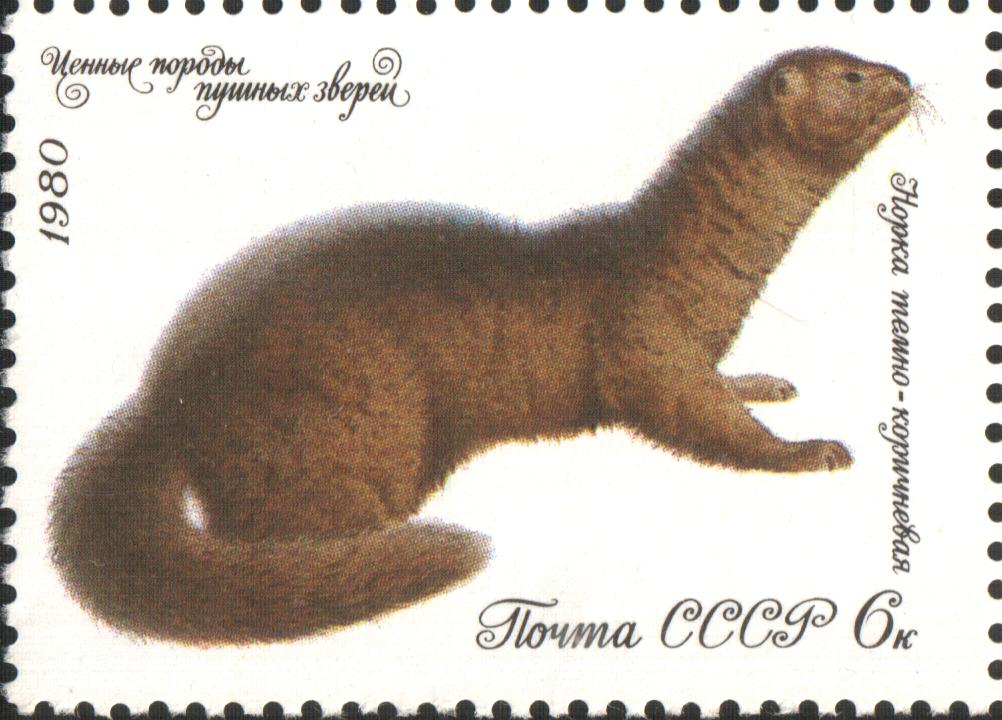
Американская норка на почтовой марке СССР, 1980 год

### Мифология и фольклор
- В сказке индейского народа квакиутлей, проживающих в канадской провинции Британская Колумбия Ворон со своими братьями идут войной против Южного Ветра. Будучи пленённым тот предлагает, чтобы отныне навсегда стало тихо, но его отговаривает от этого Норка. Тогда Южный Ветер обещает не дуть больше четырёх дней подряд[28].
- Братец Норка (англ. Brer Mink) и его жена, сестрица Норка (англ. Miss Mink) — персонажи «Сказок дядюшки Римуса» (афроамериканские народные сказки в литературной обработке Джоэля Харриса). В русском пересказе сказки «Как братец Кролик напугал своих соседей» (англ. How Brother Rabbit Frightened His Neighbors, Brer Rabbit Frightens the Animals[29]), выполненном Михаилом Гершензоном для журнала «Мурзилка» (выпущен в выпуске за февраль 1936 год[30], затем — в отдельной книге «Как братец Кролик победил льва» 1941 года[31]) Братец и Сестрица Норка были переименованы соответственно в Братца Выдру и Сестрицу Выдру.

## Галерея

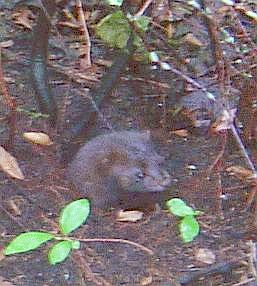
Американская норка, Neogale vison, в дикой природе
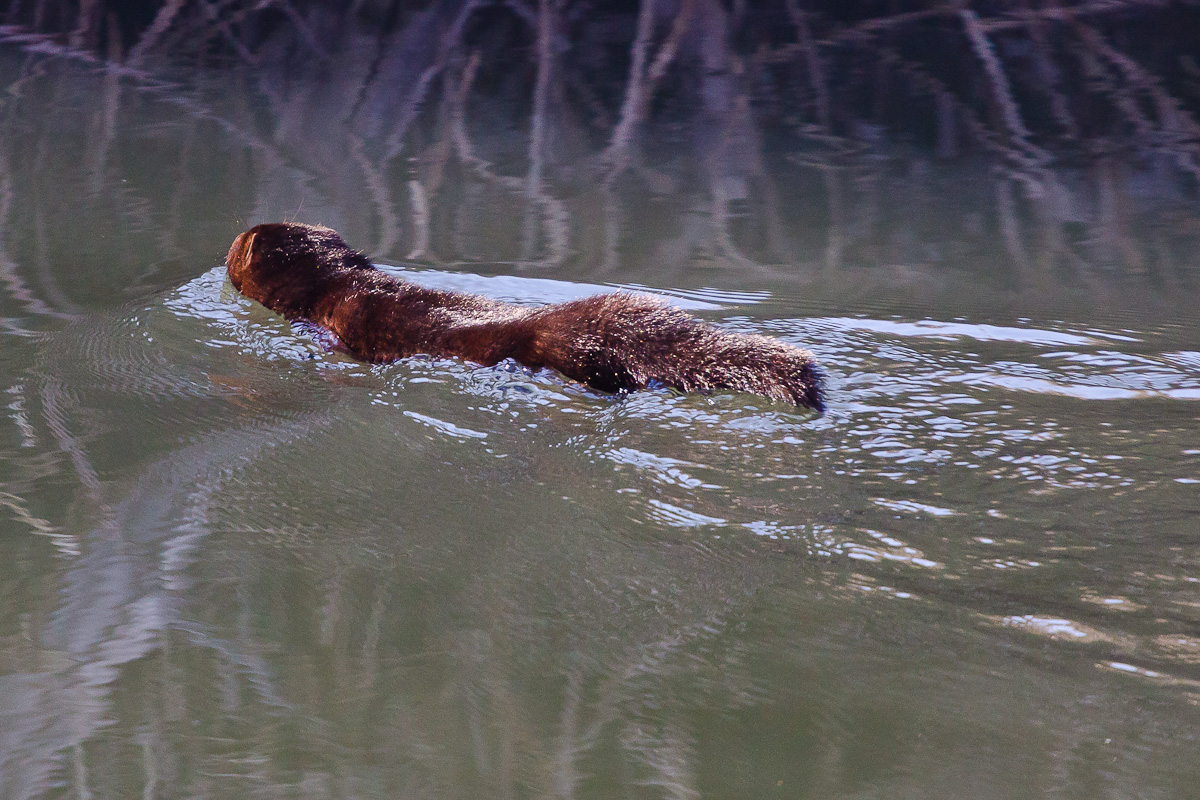
Американская норка на реке Ведуга, приток Дона
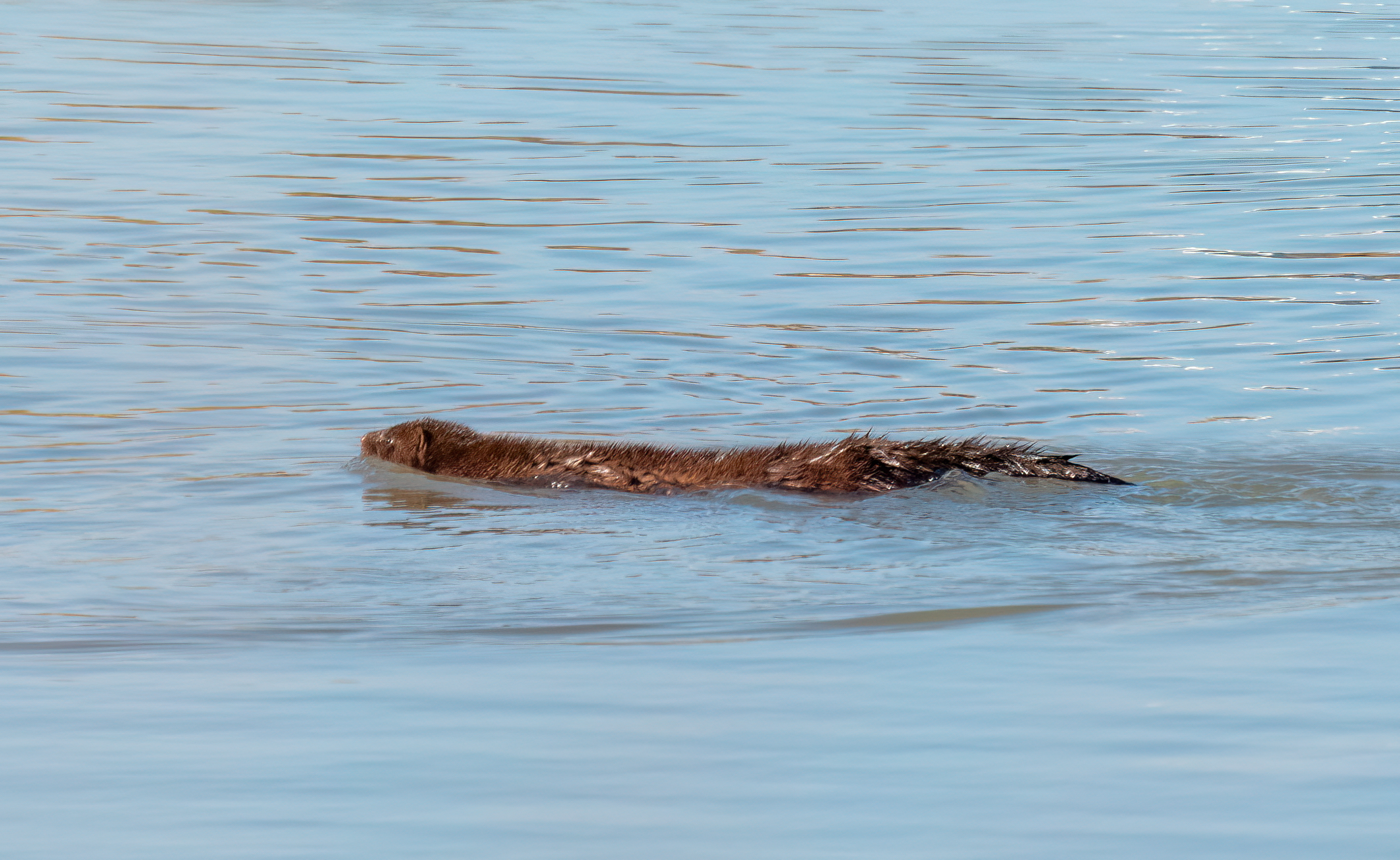
Плывущая норка, парк в Торонто
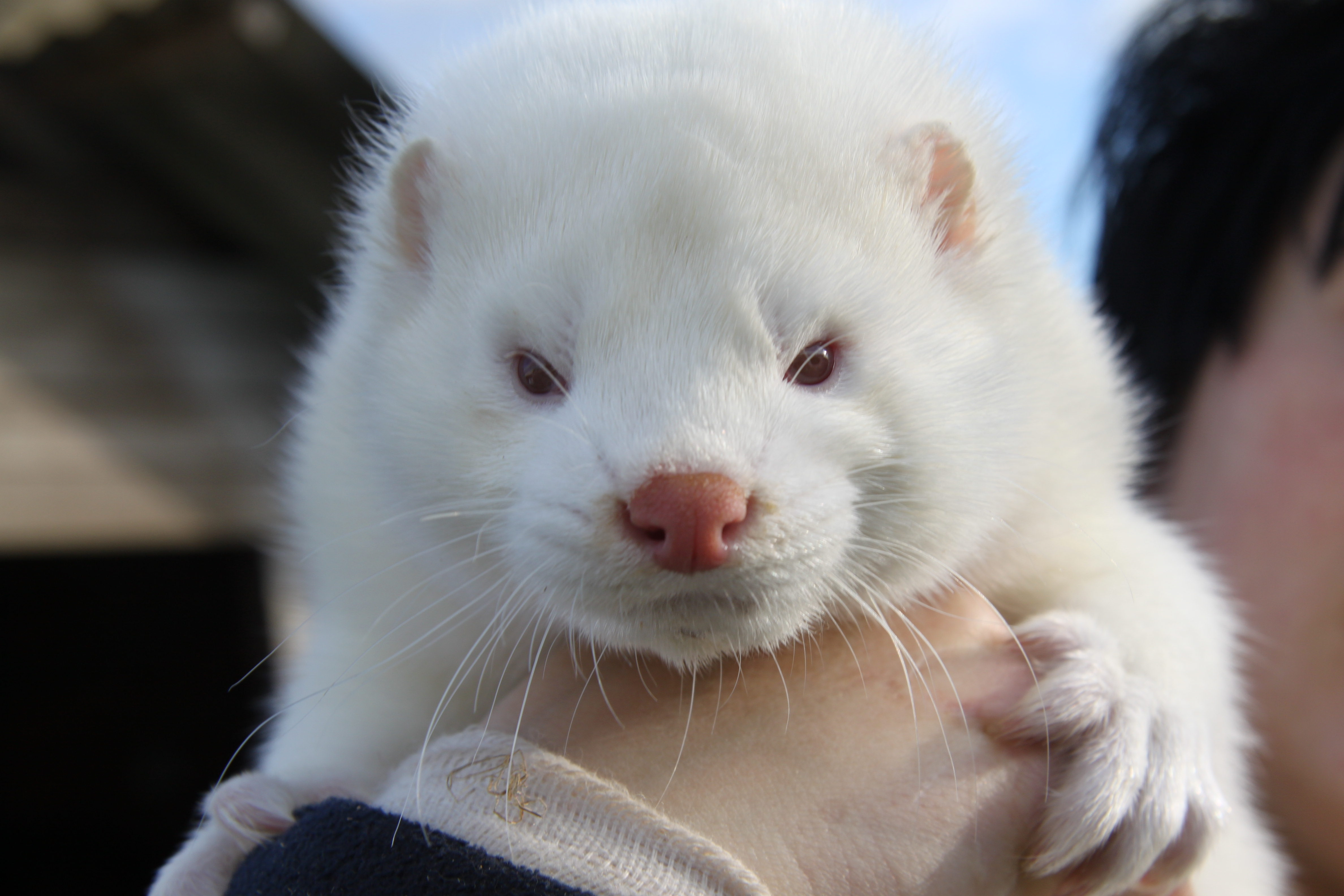
Норка-альбинос, звероферма в Польше
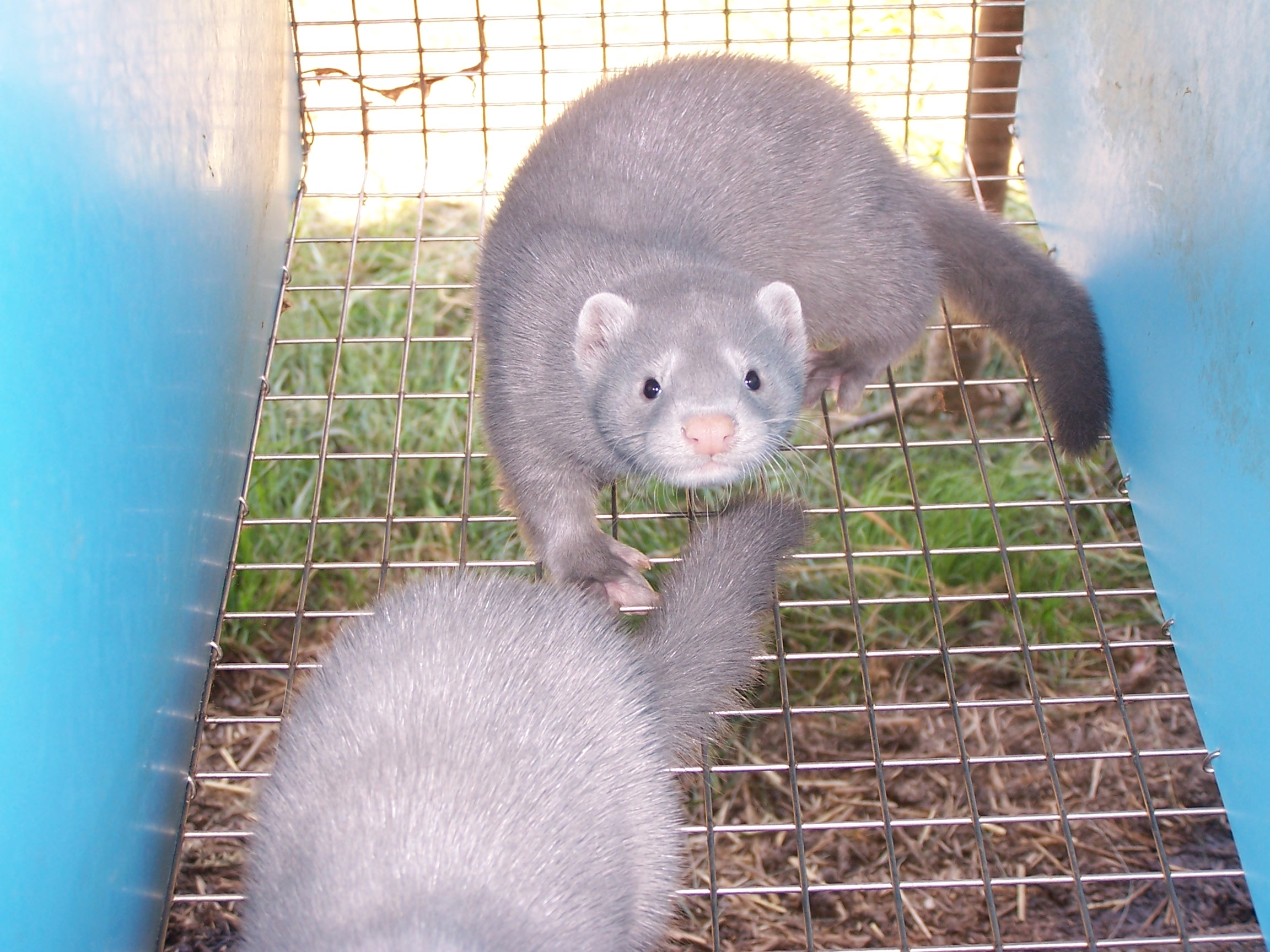
Серые норки, звероферма в Польше
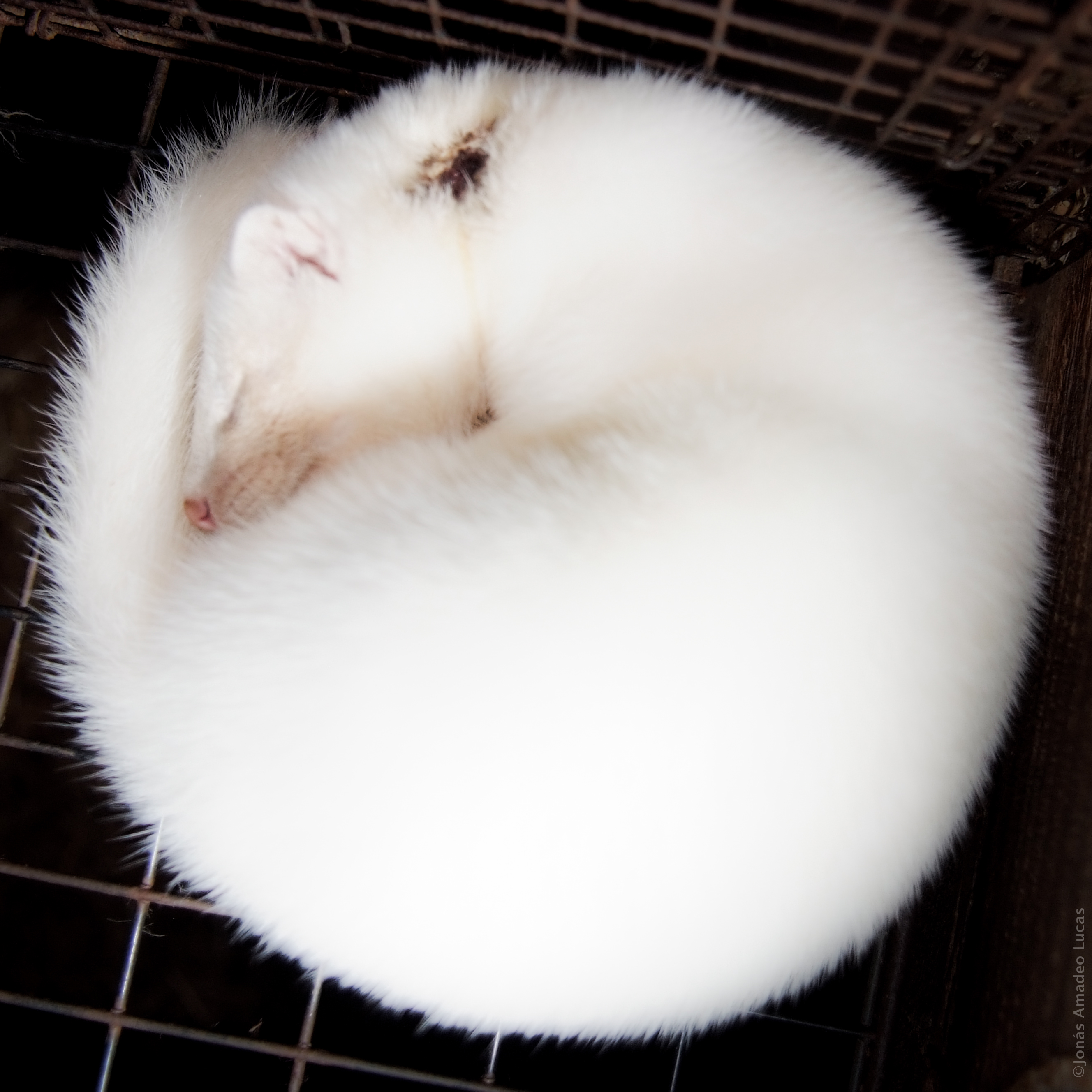
Спящая норка-альбинос
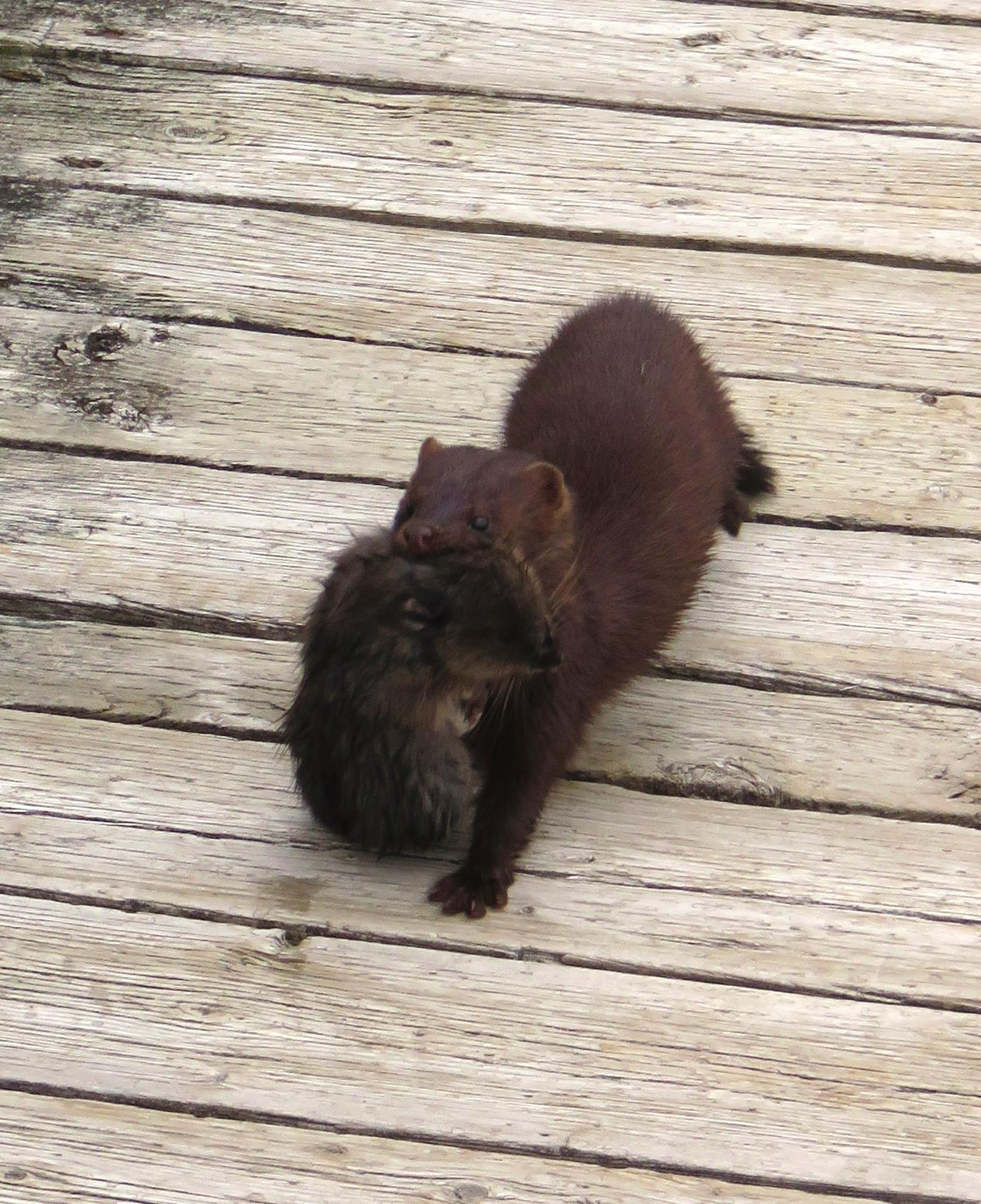
Американская норка, поймавшая ондатру, Гранби (Квебек, Канада)
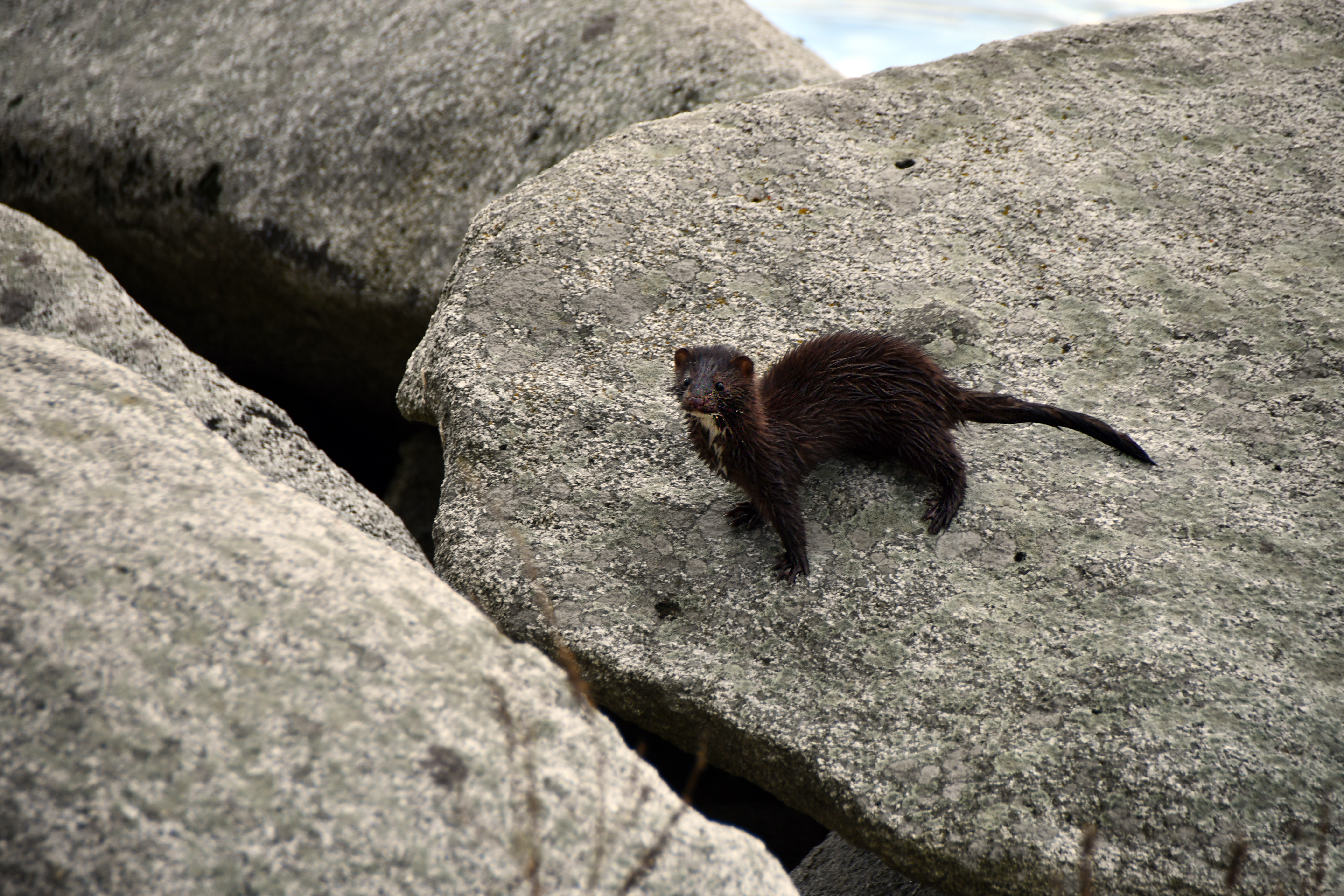
Американская норка на озере Тургояк (Челябинская область)
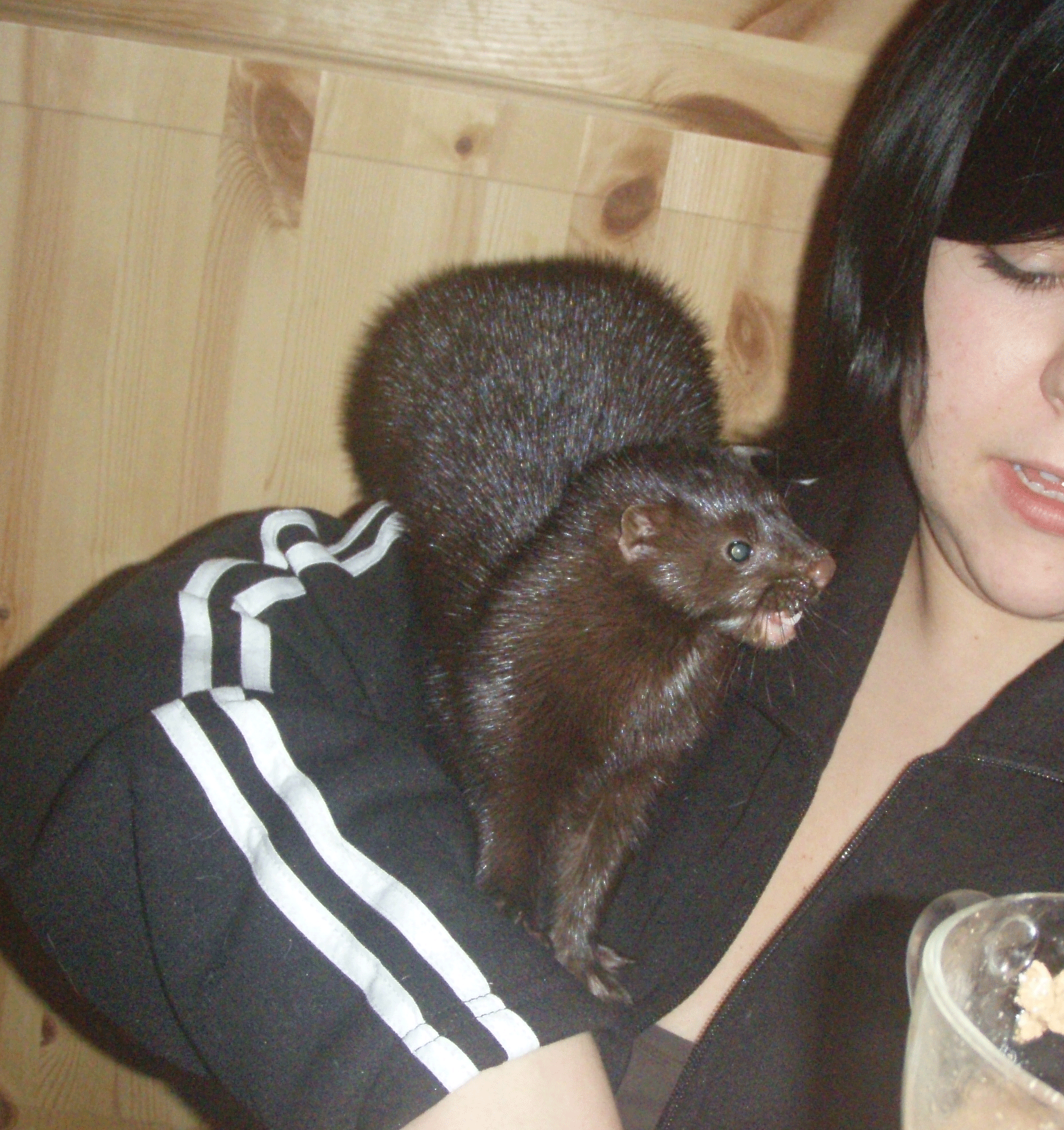
Ручная норка на плече у хозяйки
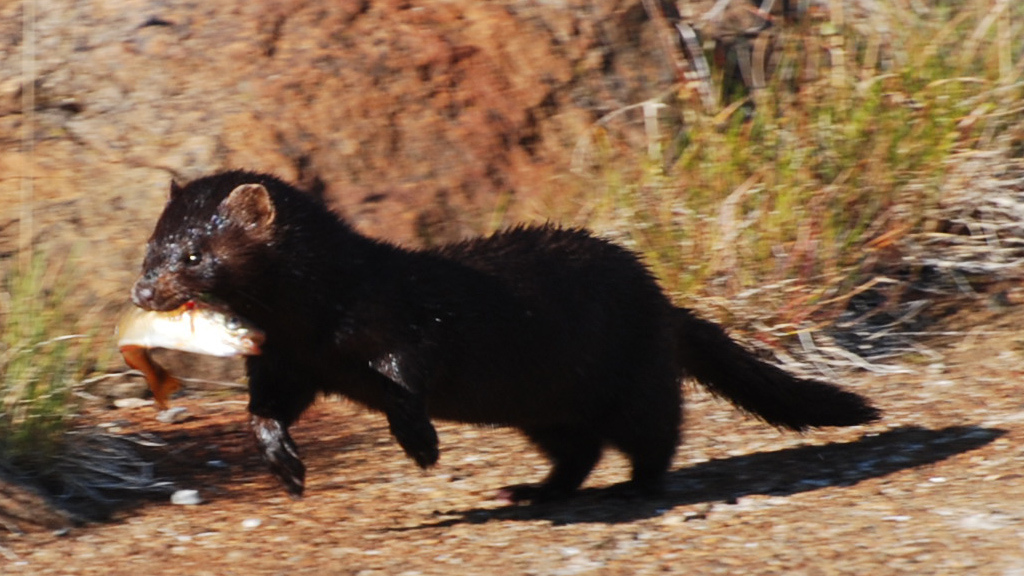
Норка с рыбой, архиплеаг Вестеролен (коммуна Бё, Норвегия)

### Комментарии
1. ↑  Латинские названия по Patterson et al., 2021[24].